# Neomasiphya thompsoni
Neomasiphya thompsoni är en tvåvingeart som beskrevs av Guimaraes 1966. Neomasiphya thompsoni ingår i släktet Neomasiphya och familjen parasitflugor. Inga underarter finns listade i Catalogue of Life.